# Wario World
Wario World é um jogo eletrônico de plataforma desenvolvido pela Treasure e publicado pela Nintendo para o console Nintendo GameCube. Foi lançado na Europa em 20 de junho de 2003, na América do Norte em 23 de junho de 2003, na Austrália em 10 de julho de 2003 e no Japão em 27 de maio de 2004. A história do jogo centra-se em Wario e sua jornada para recuperar seu tesouro e seu castelo das mãos de Black Jewel, uma joia malvada.
Em geral, o jogo recebeu críticas favoráveis. Elogiaram a jogabilidade, mas criticaram o jogo por ser muito curto. Wario World vendeu mais de 142.000 cópias no Japão e mais de 256.000 cópias nos Estados Unidos. Em 2004, o jogo foi relançado como parte do Player's Choice.

## Jogabilidade
A jogabilidade de Wario World é concentrada principalmente em lutas contra os inimigos, embora também haja navegação entre plataformas semelhante ao Super Mario 64 e Super Mario Sunshine. Os controles são simples, e são usados apenas para pular, correr, executar movimentos de luta, e usar o "Hyper Suction", uma habilidade de coletar moedas mais próximas. Os níveis contém alçapões, que levam a desafios especiais de plataformas ou quebra-cabeças. Ao longo do jogo, pequenos seres conhecidos como "Spritelings" dão conselhos a Wario se eles forem resgatados de suas prisões.
Durante o combate, Wario pode agarrar qualquer inimigo e rodopiá-los, jogá-los, ou até dar piledriver. Os inimigos deixam cair moedas quando derrotados. As moedas são usadas para comprar itens, como alhos que restauram pontos de vida, ou para retornar à vida. Se Wario não tiver dinheiro suficiente para voltar à vida, o jogo acaba. Um novo recurso do jogo é os esféricos "glue globes" ("globos de cola"), em que Wario é preso ao tocar, permitindo que o jogador alcance áreas normalmente inacessíveis. Ao longo do caminho, Wario pode recuperar seus tesouros perdidos, que estão escondidos em baús, e também coletar pedaços de estátuas de ouro, que dão a Wario metade de uma barra de vida nova. Para progredir no jogo, o jogador deve coletar uma certa quantidade de diamantes vermelhos em cada nível. Se o jogador recolher todo o tesouro nos diversos níveis, minijogos do WarioWare, Inc.: Mega Microgames! de Game Boy Advance são desbloqueados,  e podem ser jogados usando o Nintendo GameCube-Game Boy Advance cable.

## Enredo
Wario World se passa em quatro mundos chamados Excitement Central, Spooktastic World, Thrillsville e Sparkle Land. Cada mundo é composto de dois níveis e uma luta com um chefe.
O jogo começa com Wario apreciando seu castelo construído recentemente, que está repleto de tesouros que ele coletou de aventuras anteriores. Há, no entanto, uma joia negra do mal na sua coleção de tesouros, que desperta e destrói seu castelo. A joia transforma o tesouro de Wario em monstros, e depois transforma o seu castelo em quatro mundos diferentes. Depois de recuperar seu tesouro dos quatro mundos, Wario alcança a chave para a enorme caixa do tesouro contendo a Joia Negra. Eles se envolvem em uma batalha, em que Wario é vitorioso, e portanto, ele é premiado com seu castelo reconstruído.
A qualidade do novo castelo de Wario depende do número de "Spritelings" resgatados.

## Desenvolvimento
Wario World foi apresentado pela primeira vez na E3 de 2002 como uma demonstração técnica. O jogo foi novamente exibido na E3 de 2003, com uma jogabilidade melhorada.

## Recepção
Wario World foi um sucesso comercial, vendendo mais de 142.000 cópias no Japão. Em 2004, o jogo foi relançado junto com Mario Golf: Toadstool Tour e F-Zero GX, como parte do Player's Choice, uma seleção de jogos com vendas elevadas vendido por um preço baixo.